# Here We Go Again (pesem)
"Here We Go Again" je prvi in tudi glavni singl iz istoimenskega glasbenega albuma ameriške pevke, tekstopiske in igralke Demi Lovato. Pesem je izšla na Radiu Disney 17. junija 2009 in 23. junija 2009 na digitalnem formatu. Pesem sama je zasedla enainšestdeseto mesto na lestvici Canadian Hot 100 in petnajsto mesto na lestvici Billboard Hot 100 v Združenih državah Amerike.

## Struktura glasbe
"Here We Go Again" ima podoben tempo, kot pesmi "La La Land" in "Get Back". Je mešanica med synth-rockom in grooveom. Razpon glasu Demi Lovato se razteza od F3 do F5.

## Videospot
Videospot (ki so ga režirali The Malloys) je bil sneman 8. junija 2009, prvič pa se je predvajal na Disney Channelu in preko uradne spletne strani Demi Lovato 26. junija 2009, oboževalcem pa so povedali, da lahko sodelujejo pri izdelavi videospota. Videospot je prikazoval Demi Lovato, ki se v svoji garderobi po telefonu pogovarja s svojim fantom. Lahko se domneva, da je fant končal razmerje, nekaj minut pozneje pa jo pokliče nazaj, vendar Lovatova klic ignorira in odide na oder, kjer nastopa. Njen fant jo obišče na koncertu, po koncu pa odide v garderobo, kjer Demi Lovato pričaka z vrtnico, s čimer znova začne njuno razmerje. V tem videospotu Demi Lovato vedno nosi črno.

## Dosežki
3. julija 2009 je pesem dosegla enainpetdeseto mesto na lestvici Billboard Hot 100 in šestinosemdeseto mesto na lestvici Canadian Hot 100, kmalu za tem pa je na tej isti lestvici napredovala še na enainšestdeseto mesto. 1. avgusta 2009 je Demi Lovato dosegla petnajsto mesto na lestvici Billboard Hot 100, kar je postal njen prvi samostojni singl, ki je bil na tej lestvici uvrščen višje od dvajsetega mesta (pesem "This Is Me", ki jo je zapela skupaj z Joejem Jonasom, je dosegla deveto mesto). Pesem je dosegla tudi osemintrideseto mesto na lestvici New Zealand Singles Chart.
| Lestvica (2009)                            | Mesto |
| ------------------------------------------ | ----- |
| Canadian Hot 100 (Kanada)                  | 61    |
| New Zealand Singles Chart (Nova Zelandija) | 38    |
| U.S. Billboard Hot 100                     | 15    |